# Arbeiter-Schachzeitung (Deutschland)

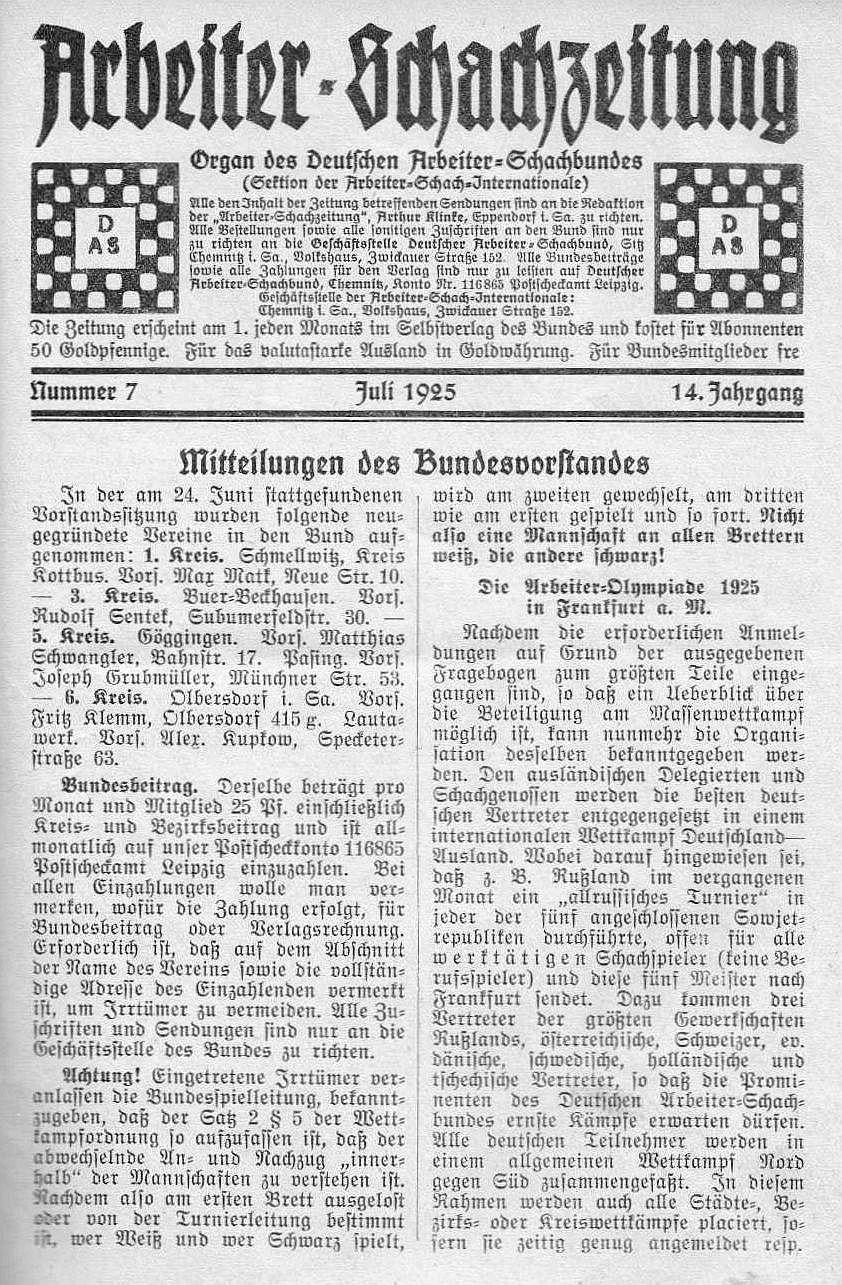
Arbeiter-Schachzeitung 1925, erste Seite des Juli-Heftes 1925, 14. Jahrgang

Die Arbeiter-Schachzeitung war eine monatlich erscheinende deutsche Schachzeitschrift.

## Gründung und Inhalt
Die Schachzeitschrift erschien ab Juli 1912 bis 1933 und war das Organ des Deutschen Arbeiter-Schachbundes (Sektion der Arbeiter-Schach-Internationale). 1925 hatte die Zeitschrift einen Umfang von mindestens 32 Seiten je Ausgabe, insgesamt 392 Seiten.
Inhalt waren 1925 die vier Kapitel Artikel und Abhandlungen, Probleme, Partien (gegliedert nach Eröffnungen) und Vereinsnachrichten (unterteilt nach Orten). Im Einzelnen enthielt sie Berichte zu Mitteilungen des Bundesvorstandes, Für die Jugendlichen und die Lernenden, Fernturniere, Briefkasten und eine Sterbe-Tafel.
Aufsätze waren zum Beispiel „Was geht im Oesterreichischen Arbeiter-Schachbund vor?“ von Kurt Spiegel, Vorsitzender der Arbeiter-Schach-Internationale. Im Juli-Heft 1925 (Seiten 194 bis 200) erschien der Aufsatz „Die 1. Internationale Arbeiter-Olympiade zu Frankfurt a. M. vom 24. bis 28. Juli“. Auch waren „Zur Förderung des Schachs“ von M. Krüger und „Das Vierschachspiel“ von Willy Roscher Themen. Das Juni-Heft 1925 (Seiten 163 bis 165) brachte den Artikel „Arbeiterschachbewegung in Rußland“ von Kurt Spiegel.

## Herausgeber und Verlag
Herausgeber der Zeitschrift war der Deutsche Arbeiter-Schachbund. Erschienen sind die Hefte im Verlag des Deutschen Arbeiter-Schachbundes. Sitz dessen war zunächst Berlin, anschließend über lange Zeit Chemnitz. 
Verantwortlicher Redakteur: Arthur Klinke, Eppendorf Sa.; Verlag: Emil Hofmann, Chemnitz; Druck von Landgraf & Co. Chemnitz.
Aufsätze schrieben unter anderen Walter Findeisen, Alfred Gläßer, Alfred Hartkopf, Karl Kaiser, Carl Oberle, Willy Roscher und Kurt Spiegel.

## Das Ende
Das Ende der Zeitschrift wurde 1933 durch die Auflösung des Deutschen Arbeiter-Schachbundes verursacht.